# Laanoussar
Laanoussar (àrab العنوصر, al-ʿAnūṣar; en amazic ⵍⵄⵏⵓⵚⵕ) és una comuna rural de la província de Sufruy, a la regió de Fes-Meknès, al Marroc. Segons el cens de 2014 tenia una població total de 8.501 persones.